# División de Honor de Luxemburgo
La División de Honor (en luxemburgués: Éierepromotioun, en francés: Promotion d'Honneur, en alemán: Ehrenpromotion, literalmente Promoción de Honor), es la segunda división de fútbol de Luxemburgo. Está por debajo de la División Nacional y por encima de la 1. Division.

## Equipos de la temporada 2025-26
| Equipo                     | Ciudad        | Estadio                       | Aforo |
| -------------------------- | ------------- | ----------------------------- | ----- |
| Alisontia Steinsel         | Steinsel      | Stade Henri Bausch            | 500   |
| FC Atert Bissen            | Bissen        | Terrain ZAC Klengbousbierg    | 1 500 |
| Berdenia Berbourg          | Berbourg      | Stade Rénert                  | 800   |
| Etzella Ettelbruck         | Ettelbruck    | Stade Am Deich                | 2 200 |
| FC Jeunesse Canach         | Canach        | Stade Rue de Lenningen        | 1 000 |
| UN Käerjéng 97             | Bascharage    | Stade Um Dribbel              | 2 500 |
| FC Lorentzweiler           | Lorentzweiler | Stade Terrain Rue de Hunsdorf | 1 000 |
| FC Luxembourg City         | Cents         | Luxembourg-Cents              | 2 800 |
| US Feulen                  | Feulen        | Centre de Rencontre Waarkdall | 1 000 |
| Koeppchen Wormeldange      | Wormeldange   | Stade Am Ga                   | 1 000 |
| FC Mamer 32                | Mamer         | Stade François Trausch        | 2 600 |
| Marisca Mersch             | Mersch        | Stade Schintgespesch          | 1 000 |
| Résidence Walferdange 1908 | Helsem        | Stade Op Der Thonn            | 1 000 |
| Rumelange                  | Rumelange     | Stade Municipal               | 2 950 |
| FC Schifflange 95          | Schifflange   | Stade Rue Denis Netgen        | 3 100 |
| FC The Belval Belvaux      | Belvaux       | Stade FC The Belval           | 2 000 |

## Sistema de competición
La liga consta de dieciséis equipos. El sistema del campeonato está definido a través de enfrentamientos entre todos los clubes en partidos de ida y vuelta, de manera que el club que obtiene el mayor puntaje al final del torneo es proclamado campeón y asciende a la División Nacional, junto con el subcampeón. El tercero y el cuarto deberán disputar los play-off contra los ubicados en los puestos 13 y 14 de la División Nacional, por dos cupos en la primera división para la próxima temporada. Los dos equipos con menor puntaje descienden a la 1. Division, mientras que los siguientes dos peor ubicados deberán disputar los play-off contra los segundos de los dos grupos de la 1. Division para evitar el descenso.

## Historial
| Temporada | Campeón                                              | Subcampeón                                           | Ganador(es) del play-off de ascenso                  |
| --------- | ---------------------------------------------------- | ---------------------------------------------------- | ---------------------------------------------------- |
| 1909-59   | Sin datos                                            | Sin datos                                            | Sin datos                                            |
| 1959-60   | Chiers Rodange                                       | US Rumelange                                         |                                                      |
| 1960-61   | Alliance Dudelange                                   | US Dudelange                                         |                                                      |
| 1961-62   | FC Avenir Beggen                                     | FC The Belval Belvaux                                |                                                      |
| 1962-63   | Jeunesse Wasserbillig                                | FC Progrès Niedercorn                                |                                                      |
| 1963-64   | US Rumelange                                         | FC Rapid Neudorf                                     |                                                      |
| 1964-65   | CS Pétange                                           | FC Avenir Beggen                                     |                                                      |
| 1965-66   | US Mondorf                                           | FC Rapid Neudorf                                     |                                                      |
| 1966-67   | FC Progrès Niedercorn                                | FA Red Boys Differdange                              |                                                      |
| 1967-68   | CS Fola Esch                                         | CS Grevenmacher                                      |                                                      |
| 1968-69   | Stade Dudelange                                      | SC Tétange                                           |                                                      |
| 1969-70   | CS Grevenmacher                                      | Alliance Dudelange                                   |                                                      |
| 1970-71   | National Schifflange                                 | FC Etzella Ettelbruck                                |                                                      |
| 1971-72   | SC Bettembourg                                       | CS Fola Esch                                         |                                                      |
| 1972-73   | FC Red Star Merl-Belair                              | Stade Dudelange                                      |                                                      |
| 1973-74   | FC Progrès Niedercorn                                | Alliance Dudelange                                   |                                                      |
| 1974-75   | Chiers Rodange                                       | Stade Dudelange                                      |                                                      |
| 1975-76   | CS Grevenmacher                                      | FC Red-Black Pfaffenthal                             |                                                      |
| 1976-77   | CA Spora Luxembourg                                  | RFC Union Luxembourg                                 |                                                      |
| 1977-78   | FC Aris Bonnevoie                                    | FCM Young Boys Diekirch                              |                                                      |
| 1978-79   | CA Spora Luxembourg                                  | Stade Dudelange                                      |                                                      |
| 1979-80   | FC Olympique Eischen                                 | Alliance Dudelange                                   |                                                      |
| 1980-81   | FC Wiltz 71                                          | Jeunesse Hautcharage                                 |                                                      |
| 1981-82   | US Rumelange                                         | Stade Dudelange                                      |                                                      |
| 1982-83   | CA Spora Luxembourg                                  | FC Etzella Ettelbruck                                |                                                      |
| 1983-84   | Alliance Dudelange                                   | FC Olympique Eischen                                 |                                                      |
| 1984-85   | CS Grevenmacher                                      | FC Swift Hesperange                                  |                                                      |
| 1985-86   | FC Wiltz 71                                          | CS Pétange                                           |                                                      |
| 1986-87   | FC Aris Bonnevoie                                    | US Rumelange                                         |                                                      |
| 1987-88   | CS Pétange                                           |                                                      |                                                      |
| 1988-94   | Grupos de ascenso/descenso                           | Grupos de ascenso/descenso                           | Grupos de ascenso/descenso                           |
| 1994-95   | FC Rodange 91                                        | FC Sporting Mertzig                                  |                                                      |
| 1995-96   | CS Hobscheid                                         | US Rumelange                                         |                                                      |
| 1996-97   | FA Red Boys Differdange                              | CS Pétange                                           |                                                      |
| 1997-98   | FC Aris Bonnevoie                                    | FC Mondercange                                       |                                                      |
| 1998-99   | US Rumelange                                         | FC Schifflange 95                                    |                                                      |
| 1999-00   | FC Etzella Ettelbruck                                | FC Rodange 91                                        |                                                      |
| 2000-01   | FC Swift Hesperange                                  | FC Progrès Niedercorn                                |                                                      |
| 2001-02   | FC Wiltz 71                                          | FC Victoria Rosport                                  |                                                      |
| 2002-03   | FC Etzella Ettelbruck                                | CA Spora Luxembourg                                  |                                                      |
| 2003-04   | CS Alliance 01 Luxemburg                             | CS Pétange                                           |                                                      |
| 2004-05   | UN Käerjéng 97                                       | US Rumelange                                         |                                                      |
| 2005-06   | FC Differdange 03                                    | FC Progrès Niedercorn                                | FC Mondercange FC Mamer 32                           |
| 2006-07   | FC RM Hamm Benfica                                   | FC Avenir Beggen                                     |                                                      |
| 2007-08   | US Rumelange                                         | CS Fola Esch                                         | SC Steinfort                                         |
| 2008-09   | CS Pétange                                           | FC Mondercange                                       |                                                      |
| 2009-10   | FC Wiltz 71                                          | FC Jeunesse Canach                                   |                                                      |
| 2010-11   | Union 05 Kayl-Tétange                                | US Rumelange                                         | US Hostert                                           |
| 2011-12   | FC Jeunesse Canach                                   | FC Etzella Ettelbruck                                | FC Wiltz 71                                          |
| 2012-13   | FC Swift Hesperange                                  | US Rumelange                                         |                                                      |
| 2013-14   | FC Victoria Rosport                                  | US Hostert                                           | US Mondorf                                           |
| 2014-15   | FC RM Hamm Benfica                                   | RFC Union Luxembourg                                 | FC UNA Strassen                                      |
| 2015-16   | UN Käerjéng 97                                       | CS Pétange                                           | FC Jeunesse Canach                                   |
| 2016-17   | US Esch                                              | FC Rodange 91                                        | US Hostert                                           |
| 2017-18   | FC Etzella Ettelbruck                                | US Rumelange                                         |                                                      |
| 2018-19   | FC Rodange 91                                        | FC Blue Boys Muhlenbach                              |                                                      |
| 2019-20   | Campeonatos suspendidos por la pandemia de COVID-19. | Campeonatos suspendidos por la pandemia de COVID-19. | Campeonatos suspendidos por la pandemia de COVID-19. |
| 2020-21   | Campeonatos suspendidos por la pandemia de COVID-19. | Campeonatos suspendidos por la pandemia de COVID-19. | Campeonatos suspendidos por la pandemia de COVID-19. |
| 2021-22   | FC Monnerich                                         | UN Käerjéng 97                                       |                                                      |
| 2022-23   | FC Schifflange 95                                    | FC Marisca Mersch                                    |                                                      |
| 2023-24   | Sporting Bettemburg                                  | FC Rodingen 91                                       | US Hostert                                           |

### Grupos de ascenso/descenso
Hasta la temporada 1987-88, el último puesto de la División Nacional descendía, mientras que los tres siguientes peor ubicados formaban un grupo con el subcampeón de la segunda división. El sistema era de todos contra todos con partidos de ida y vuelta. El primer lugar se quedaba con una plaza en la máxima categoría para la siguiente temporada, mientras que el resto debía jugar en segunda división. Entre la temporada 1988-89 y 1993-94, el segundo nivel consistió de dos grupos. Los primeros cuatro de cada grupo, junto con los cuatro peor ubicados de la División Nacional, eran divididos en dos grupos de seis equipos cada uno. Cada club jugaba dos partidos contra cada rival del grupo. El primero y el segundo de cada grupo tenía derecho a jugar la siguiente temporada en la primera división, mientras que los restantes debían jugar en segunda. 
| Temporada | Equipo(s) ascendido(s)                                   |
| --------- | -------------------------------------------------------- |
| 1988-89   | FC Aris Bonnevoie CS Fola Esch Alliance Dudelange        |
| 1989-90   | FC Progrès Niedercorn                                    |
| 1990-91   | FC Wiltz 71 FC Koeppchen Wormeldange                     |
| 1991-92   | F91 Dudelange FC Etzella Ettelbruck CS Fola Esch         |
| 1992-93   | CS Pétange                                               |
| 1993-94   | FC Wiltz 71 FC Koeppchen Wormeldange FC Swift Hesperange |

## Máximos goleadores
| Temporada | Jugador                             | Goles     | Equipo                                    |
| --------- | ----------------------------------- | --------- | ----------------------------------------- |
| 1909-66   | Sin datos                           | Sin datos | Sin datos                                 |
| 1966-67   | François Neu                        | 19        | FCM Young Boys Diekirch                   |
| 1967-68   | Claude Reuter                       | 25        | FC Rapid Neudorf                          |
| 1968-69   | Johny Grettnich                     | 25        | FC Etzella Ettelbruck                     |
| 1969-70   | Johny Grettnich                     | 25        | FC Etzella Ettelbruck                     |
| 1970-71   | Johny Grettnich                     | 24        | FC Etzella Ettelbruck                     |
| 1971-72   | Charles Bianchi                     | 10        | Stade Dudelange                           |
| 1972-73   | Guy Thill                           | 16        | Jeunesse Haucharage                       |
| 1973-74   | Hugo Lozzi                          | 21        | US Mondorf                                |
| 1974-75   | Nicolas Monteverde                  | 21        | Chiers Rodange                            |
| 1975-76   | Louis Berckes                       | 22        | CA Spora Luxembourg                       |
| 1976-77   | Jean-Paul Martin                    | 26        | RFC Union Luxembourg                      |
| 1977-78   | Jean Schiltz                        | 16        | FC Aris Bonnevoie                         |
| 1978-79   | Louis Berckes                       | 29        | CA Spora Luxembourg                       |
| 1979-80   | Damon Damiani                       | 24        | Alliance Dudelange                        |
| 1980-81   | Johny Miller                        | 15        | Jeunesse Hautcharage                      |
| 1981-82   | Guy Poggi                           | 17        | CS Fola Esch                              |
| 1982-83   | Claude Hoss                         | 16        | FC Etzella Ettelbruck                     |
| 1983-84   | Sabatino Profeta                    | 17        | Alliance Dudelange                        |
| 1984-85   | René Huss                           | 25        | CS Grevenmacher                           |
| 1985-86   | Ludo Janssens                       | 19        | FC Wiltz 71                               |
| 1986-87   | Claude Leogrande                    | 20        | FC Aris Bonnevoie                         |
| 1987-88   | Claude Osweiler                     | 20        | FC Victoria Rosport                       |
| 1988-89   | René Huss                           | 23        | FC Victoria Rosport                       |
| 1989-90   | Serge Thill                         | 32        | FC Progrès Niedercorn                     |
| 1990-91   | Yves Heinen                         | 16        | AS Differdange                            |
| 1991-92   | Tino Marasco                        | 20        | F91 Dudelange                             |
| 1992-93   | Laurent Carème                      | 24        | CS Sanem                                  |
| 1993-94   | Laurent Carème                      | 23        | CS Sanem                                  |
| 1994-95   | Marcel Christophe                   | 20        | FC Mondercange                            |
| 1995-96   | Philippe Buttignol Paulo dos Santos | 22        | CA Spora Luxembourg FC Progrès Niedercorn |
| 1996-97   | Carlo Pace                          | 26        | FA Red Boys Differdange                   |
| 1997-98   | Patrick Grettnich                   | 31        | FC Aris Bonnevoie                         |
| 1998-99   | Philippe Dillmann                   | 27        | US Rumelange                              |
| 1999-00   | Patrick Grettnich                   | 32        | FC Etzella Ettelbruck                     |
| 2000-01   | Pierre Castagne Franco Iovino       | 22        | CA Spora Luxembourg FC Swift Hesperange   |
| 2001-02   | Jérôme Cabanel                      | 18        | CS Alliance 01 Luxemburg                  |
| 2002-03   | Patrick Grettnich                   | 33        | FC Etzella Ettelbruck                     |
| 2003-04   | Julien Deharchies                   | 30        | FC Hamm 37                                |
| 2004-05   | Jérémy Laroche                      | 24        | FC Mondercange                            |
| 2005-06   | Jérémy Laroche                      | 27        | FC Mondercange                            |
| 2006-07   | Cleudir Lopes Monteiro              | 24        | FC Sporting Mertzig                       |
| 2007-08   | François Augusto                    | 22        | FC Atert Bissen                           |
| 2008-09   | Roger de Sousa                      | 23        | FC Jeunesse Canach                        |
| 2009-10   | François Augusto                    | 27        | FC 72 Erpeldange                          |
| 2010-11   | Omar Er Rafik                       | 25        | CS Oberkorn                               |
| 2011-12   | David Turpel                        | 22        | FC Etzella Ettelbruck                     |
| 2012-13   | Mirco Lopes do Rosario              | 19        | FC 72 Erpeldange                          |
| 2013-14   | Jeff Lascak                         | 30        | FC Victoria Rosport                       |
| 2014-15   | Patrick Stumpf                      | 22        | RM Hamm Benfica                           |
| 2015-16   | Almir Šmigalović                    | 17        | CS Pétange                                |
| 2016-17   | Pedro Rodrigues Duarte              | 20        | US Esch                                   |
| 2017-18   | Jules Diallo Mefail Kadrija         | 18        | US Rumelange FC Etzella Ettelbruck        |
| 2018-19   | Frédéric Marques                    | 29        | FC Swift Hesperange                       |
| 2019-20   | Sanel Ibrahimović                   | 20*       | FC Wiltz 71                               |
| 2020-21   | El Hadj Fine Bop François Augusto   | 9*        | FC Jeunesse Canach FC Atert Bissen        |
| 2021-22   | El Hadj Fine Bop                    | 30        | FC Jeunesse Canach                        |
| 2022-23   | Benjamin Bresch                     | 30        | FC Marisca Mersch                         |

* El campeonato no finalizó, debido a que fue abandonado por la pandemia de COVID-19.